# Lijst van voetbalinterlands Canada - Ierland
Deze lijst van voetbalinterlands is een overzicht van alle officiële voetbalwedstrijden tussen de nationale teams van Canada en Ierland. De landen speelden tot op heden een keer tegen elkaar: een vriendschappelijke wedstrijd die werd gespeeld op 18 november 2003 in Dublin.

## Wedstrijden
| № | Plaats | Datum            | Competitie        | Wedstrijd        | Uitslag |
| - | ------ | ---------------- | ----------------- | ---------------- | ------- |
| 1 | Dublin | 18 november 2003 | Vriendschappelijk | Ierland – Canada | 3 – 0   |

## Samenvatting
| Competitie        | Totaal gespeeld | Winst Canada | Gelijk | Winst Ierland | Doelsaldo Canada – Ierland |
| ----------------- | --------------- | ------------ | ------ | ------------- | -------------------------- |
| Vriendschappelijk | 1               | 0            | 0      | 1             | 0 − 3                      |
| Totaal            | 1               | 0            | 0      | 1             | 0 − 3                      |

Wedstrijden bepaald door strafschoppen worden, in lijn met de FIFA, als een gelijkspel gerekend.

## Details

### Eerste ontmoeting
| Vriendschappelijk (Dublin, Ierland, 18 november 2003): |              | |
| Ierland | 3 – 0        | Canada |
| Damien Duff 23' Robbie Keane 60' Robbie Keane 84' | goals        | |
| Brian Kerr | bondscoach   | Colin Miller |
| Shay Given 82' Stephen Carr 46' Kenny Cunningham Richard Dunne John O'Shea 86' Stephen Reid 62' Graham Kavanagh 11' Damien Duff 63' Andy Reid 72' Robbie Keane Gary Doherty 46' | opstellingen | Lars Hirschfeld Paul Stalteri 81' Jason de Vos Kevin McKenna 87' Richard Hastings 78' Marc Bircham Daniel Imhof Jason Bent Ante Jazic Tomasz Radzinski 74' Paul Peschisolido |
| Matt Holland 11' Clinton Morrison 46' Ian Harte 46' Rory Delap 62' Kevin Kilbane 63' Stephen McPhail 72' Nick Rogers 82' John Thompson 86'                                      | wissels      | 74' Patrice Bernier 78' Martin Nash 81' Mark Rogers 87' Paul Fenwick |
| | gele kaarten | 74' Marc Bircham |
| - Debuut van John Thompson en Andy Reid (beiden Nottingham Forest) voor Ierland.                                                                                                |              | |